# Šenčur
Šenčur (Duits: Sankt Georgen) is sinds 1994 een gemeente in Slovenië in de regio Gorenjska. De naam Šenčur is afgeleid van "Sveti Jurij", oftewel H. Joris.
Šenčur telde bij de gemeentelijke telling eind 2008 8251 inwoners.

## Foto's

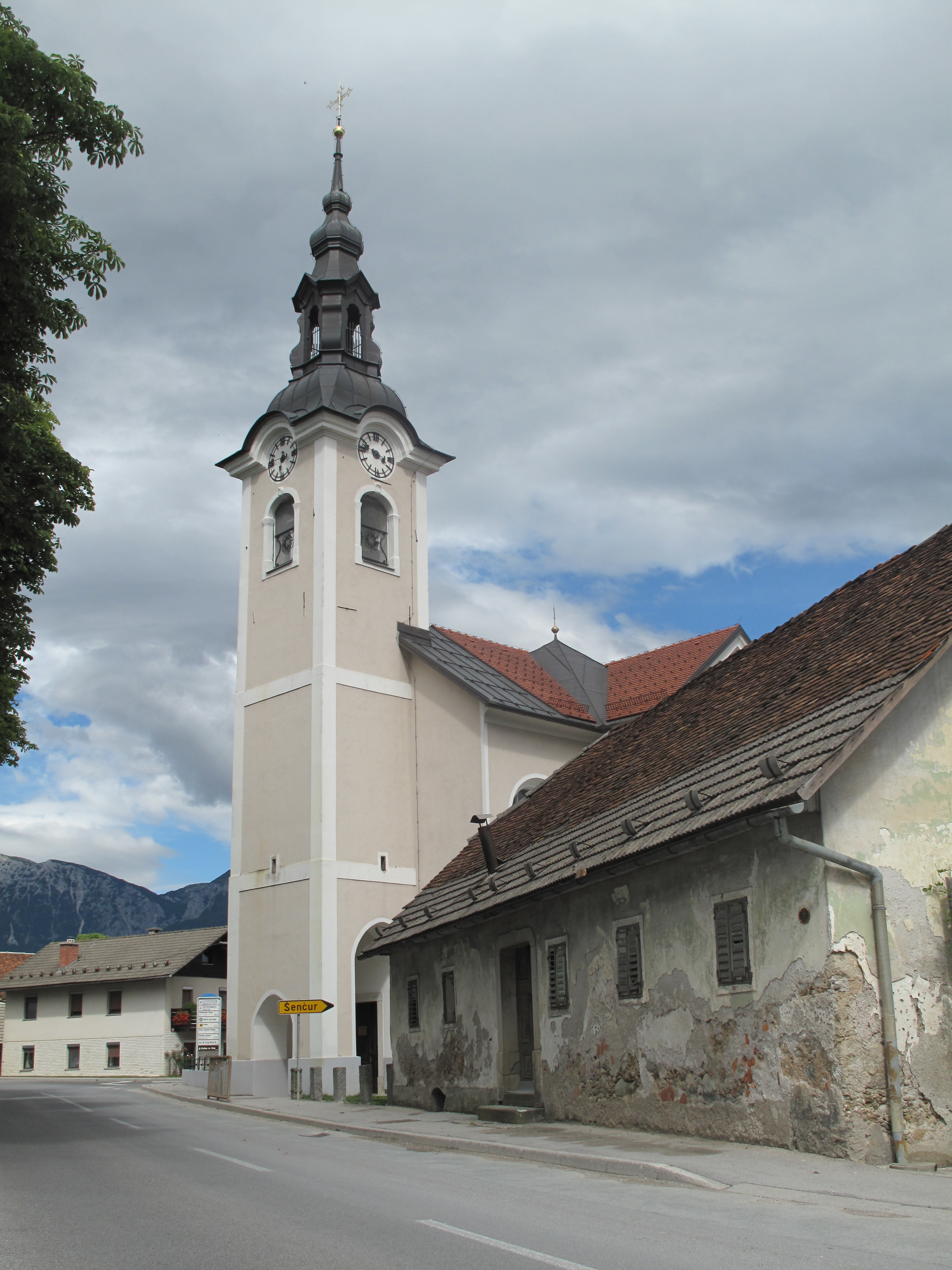
Visoko, kerk
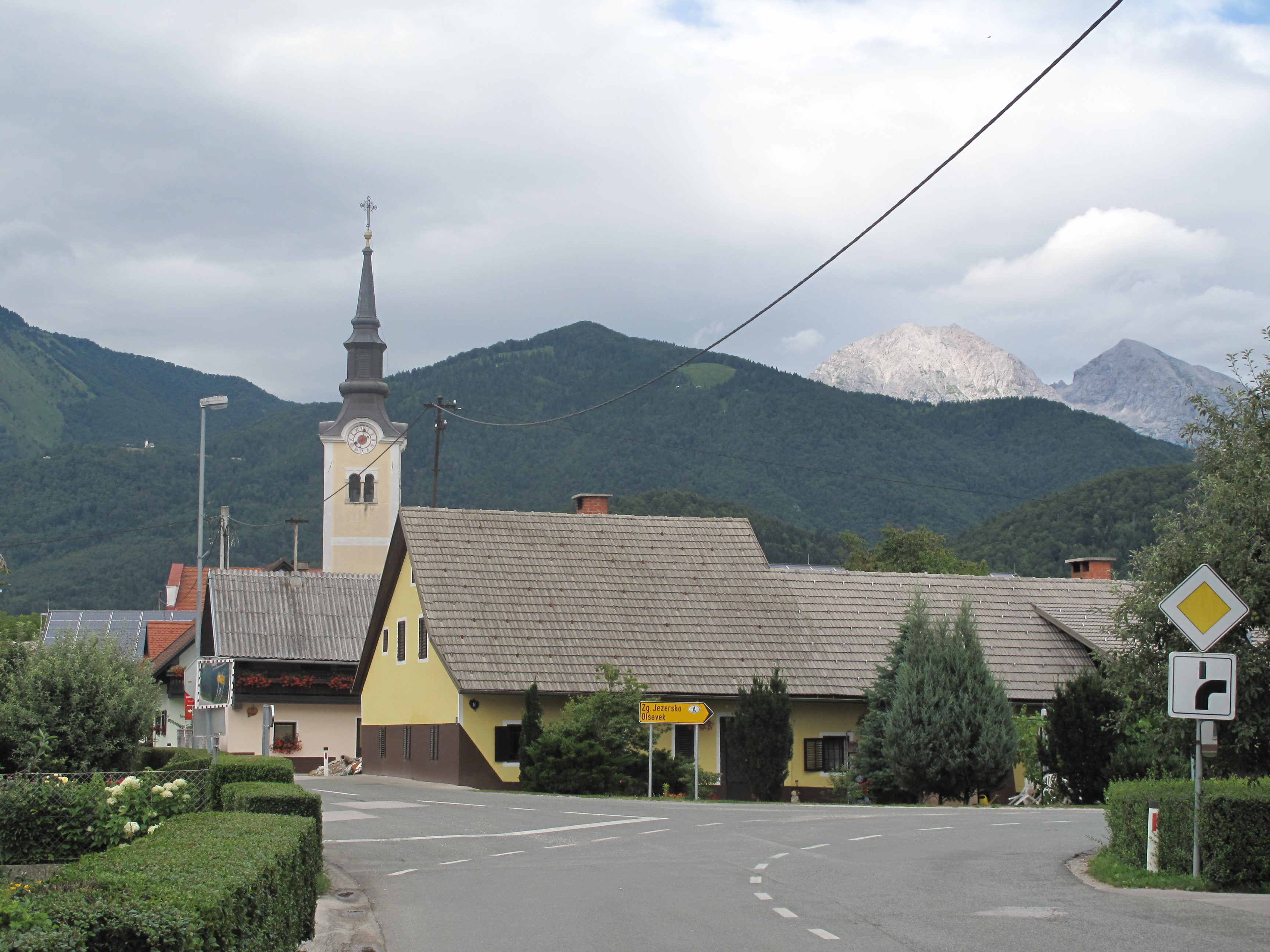
Hotemaze, kerktoren in straatzicht

Bled · Bohinj · Cerklje na Gorenjskem · Gorenja vas-Poljane · Jesenice · Jezersko · Kranj · Kranjska Gora · Naklo · Preddvor · Radovljica · Šenčur · Škofja Loka · Tržič · Železniki · Žiri · Žirovnica
1. ↑  "Prebivalstvo po starosti in spolu, občine, Slovenija, polletno". Statistični urad Republike Slovenije. Geraadpleegd op 18 april 2021.